# معبد باپس شری سوامینارایان لندن
معبد باپس شری سوامینارایان لندن (انگلیسی: BAPS Shri Swaminarayan Mandir London) یک معبد هندو در لندن است.
این معبد که در سال ۱۹۹۵ ساخته شده در ناحیه نیسدن، منطقه برنت لندن قرار دارد. این مجموعه که کاملاً براساس اصول معماری معابد هندو ساخته شده اولین معبد رسمی هندو در بریتانیا است.

## نگارخانه

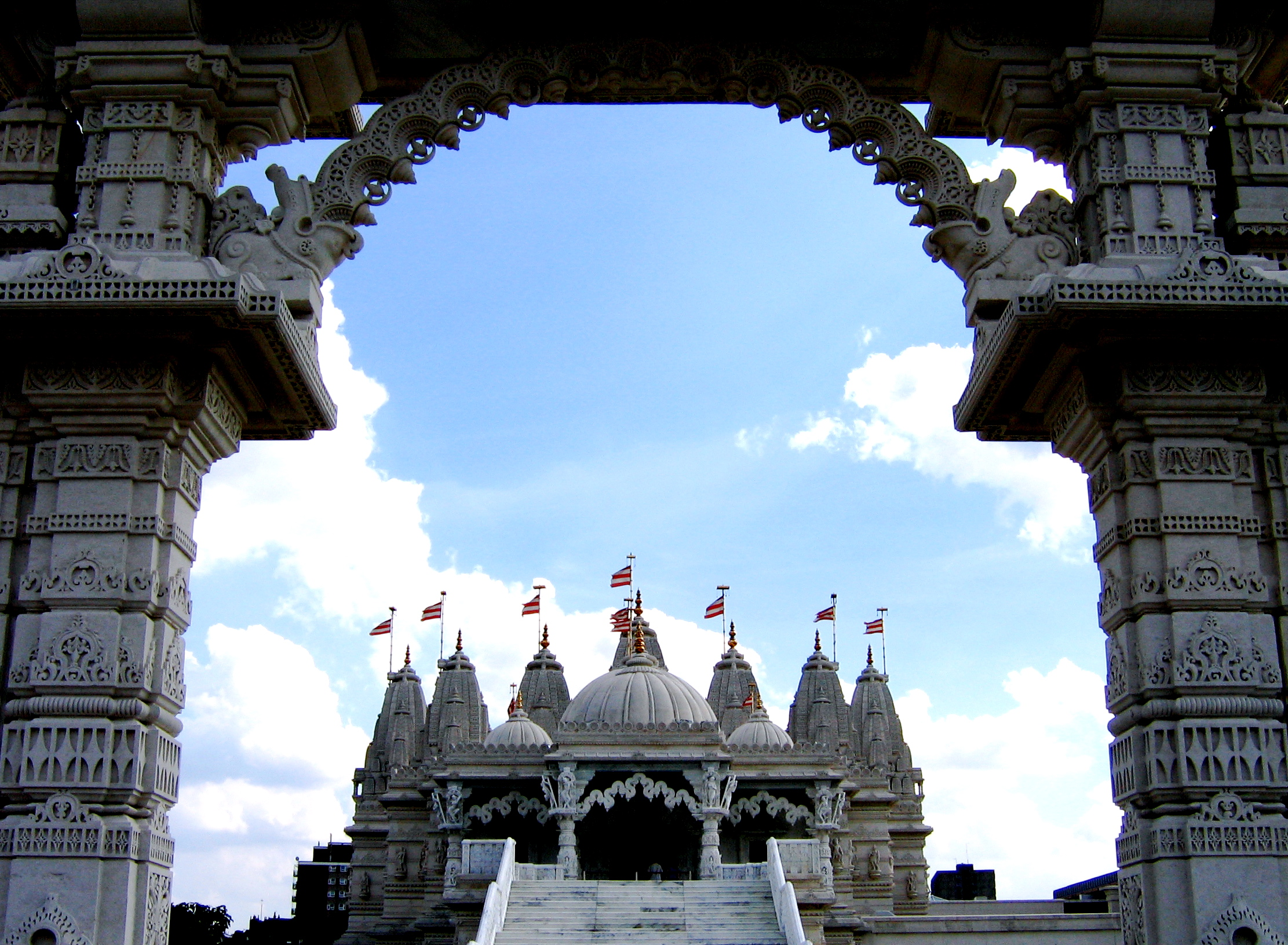
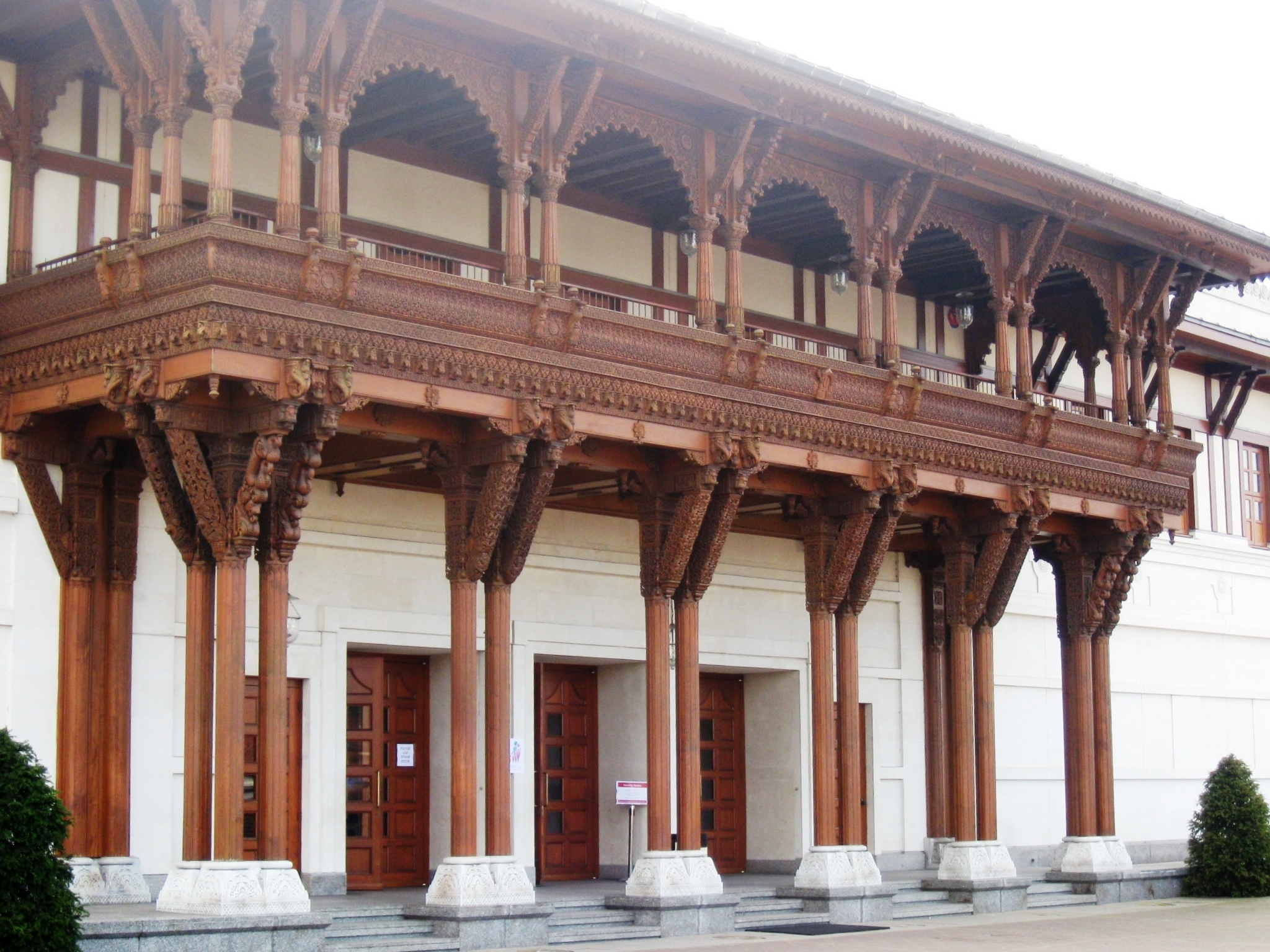
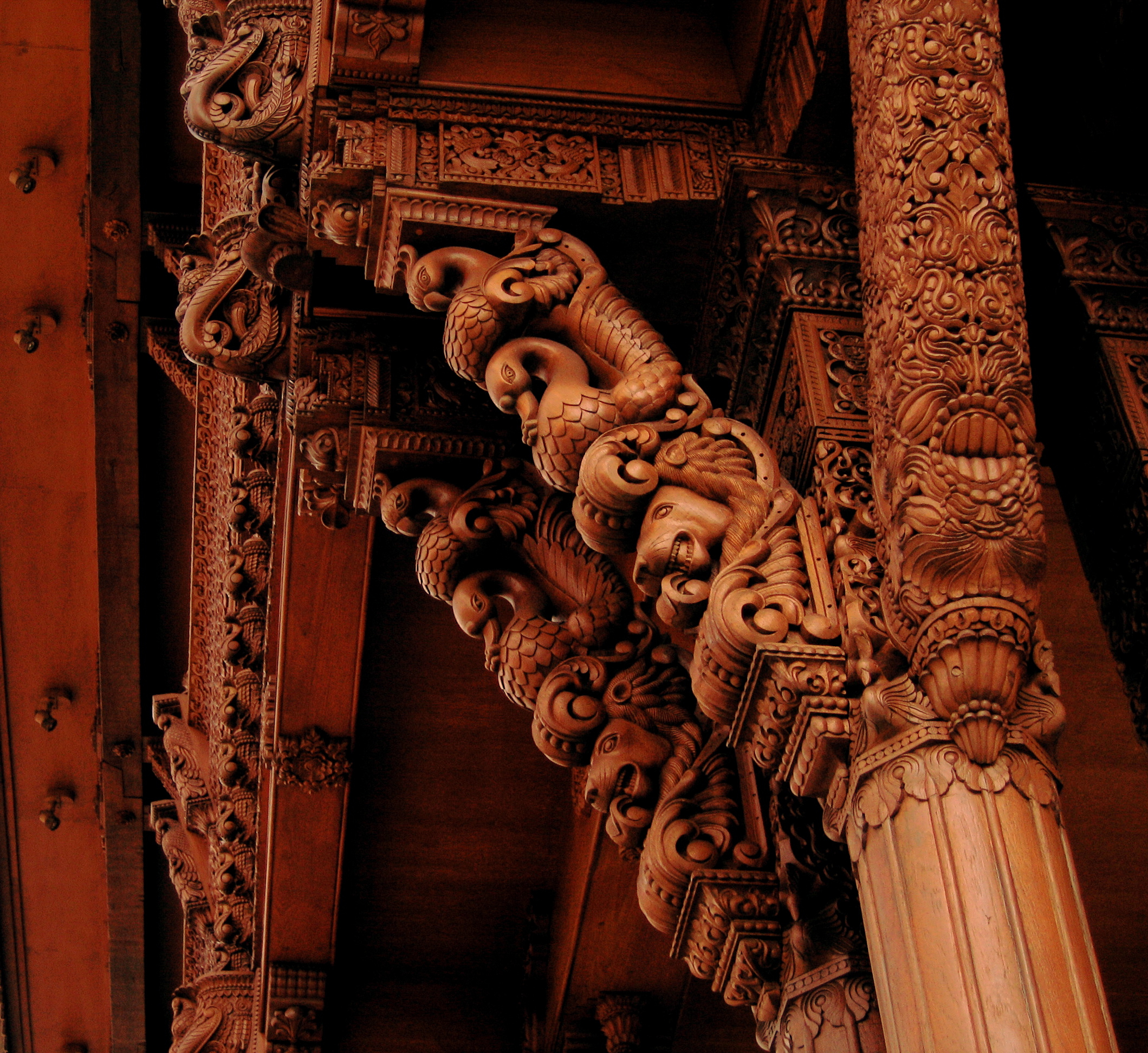
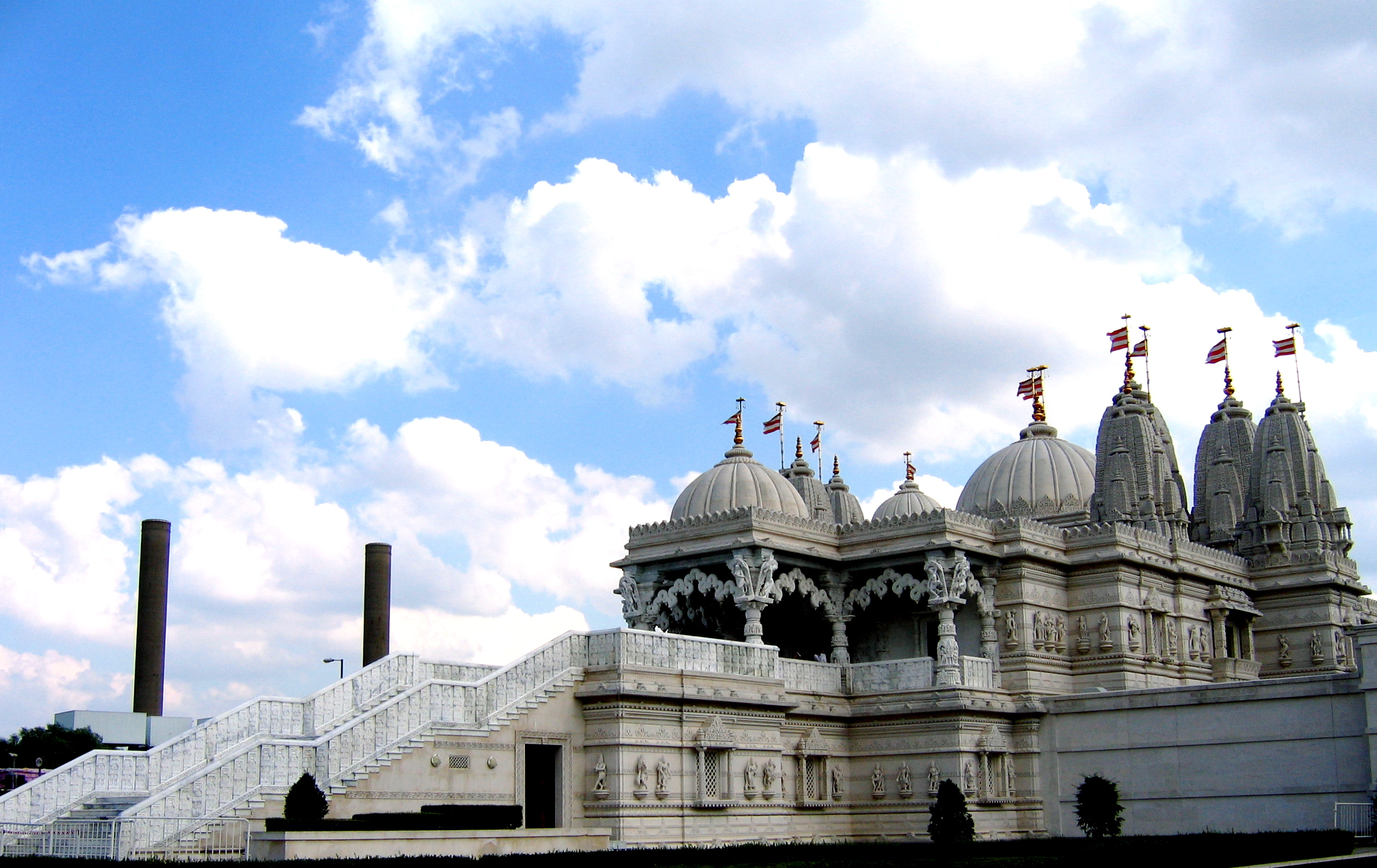
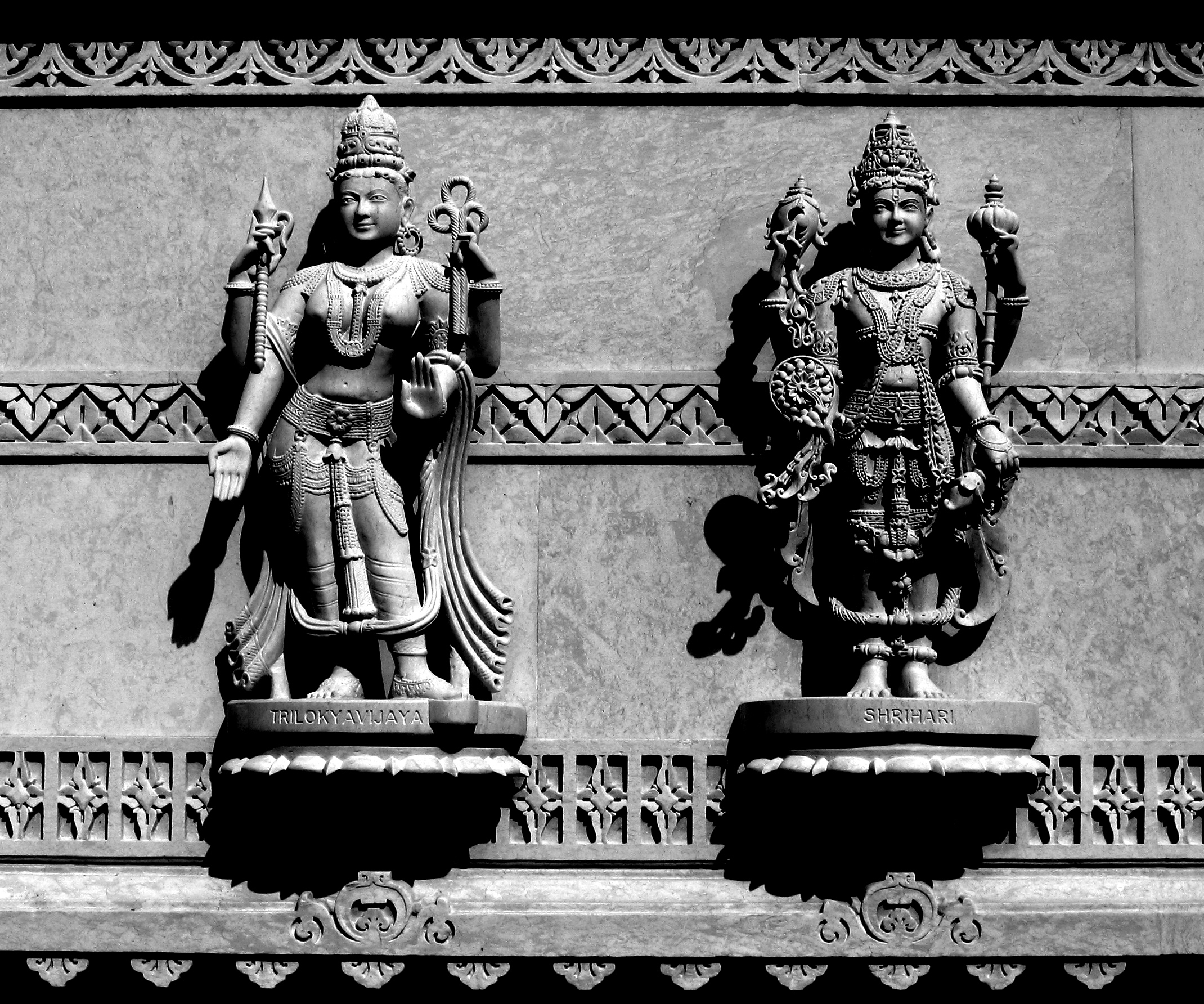
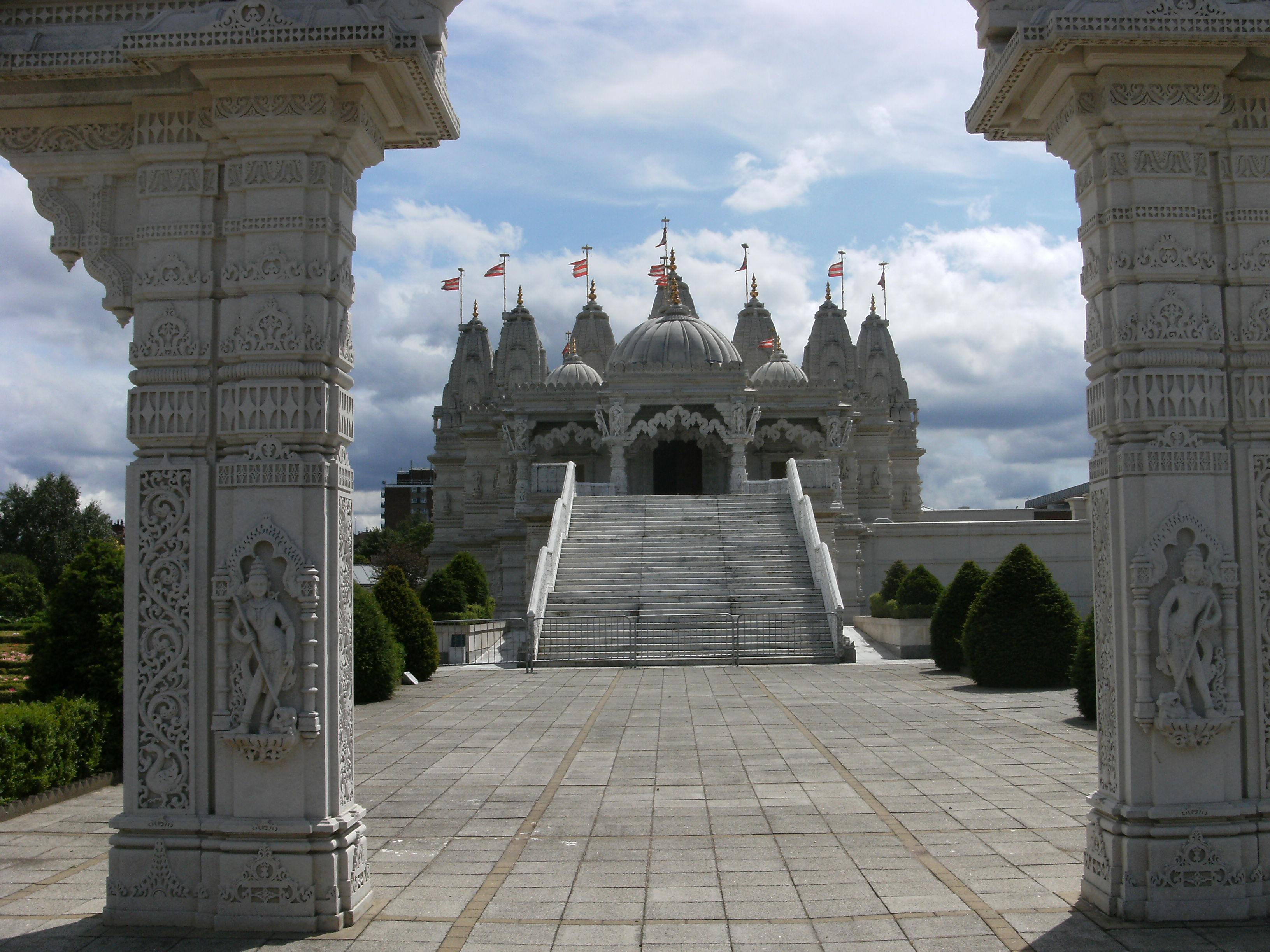
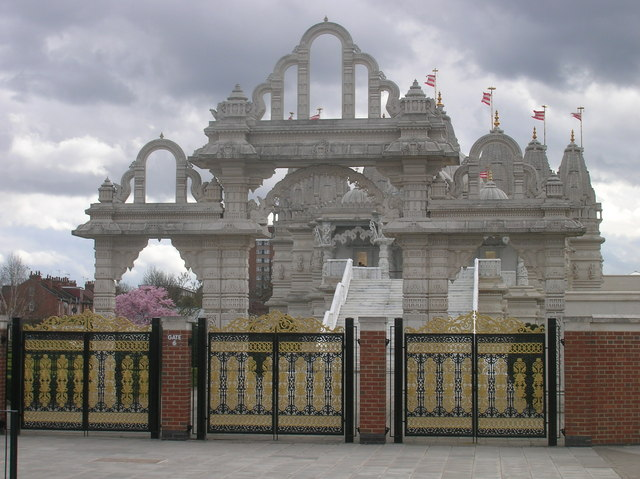
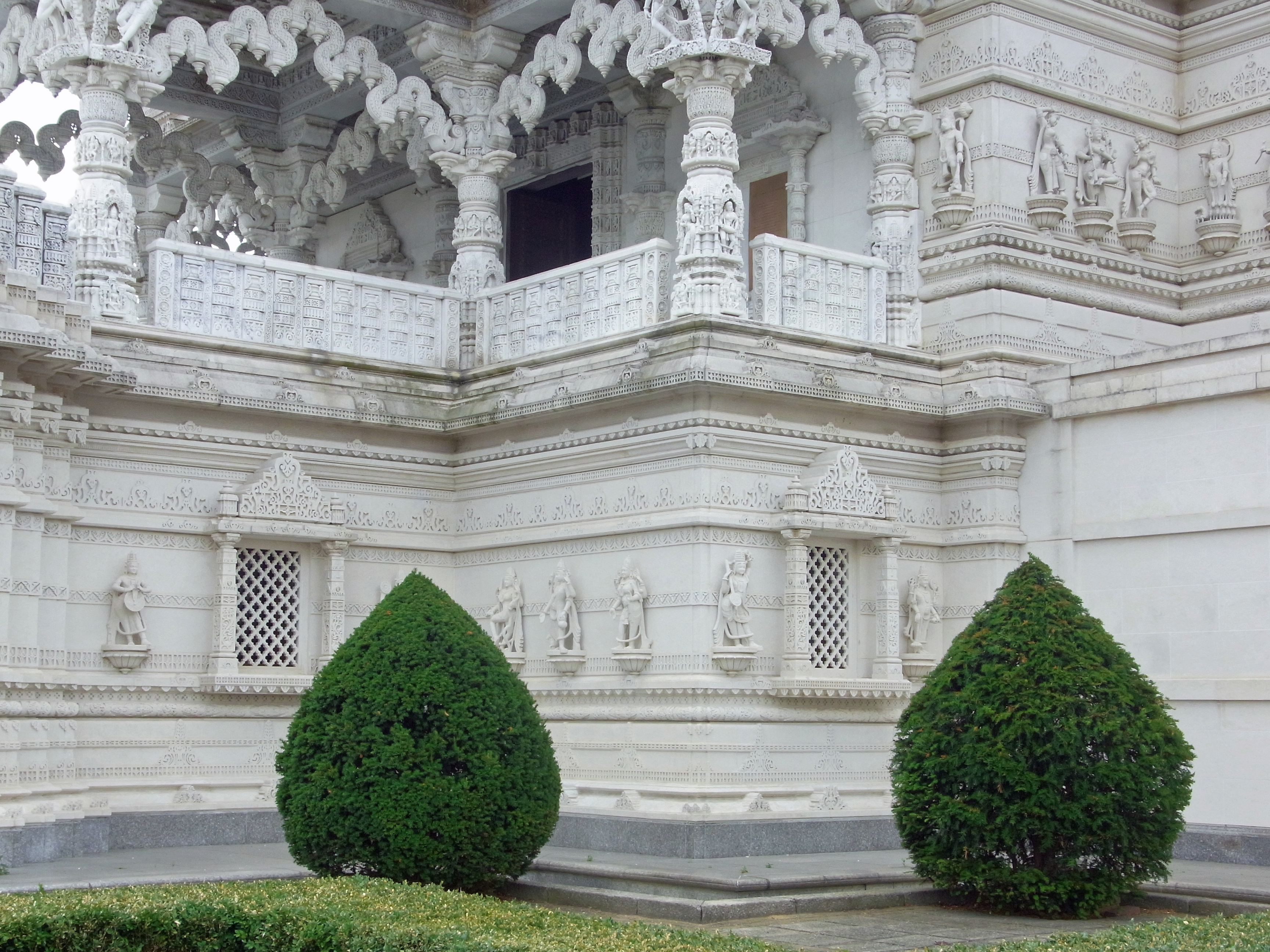